# Diarsia dahlii
Diarsia dahlii (tên tiếng Anh: Barred Chestnut) là một loài bướm đêm thuộc họ Noctuidae. Nó được tìm thấy ở châu Âu, qua Bắc Á đến bán đảo Kamchatka.
Sải cánh dài 28–40 mm. Con trưởng thành bay từ tháng 8 đến tháng 9 tùy theo địa điểm.
Ấu trùng ăn Betula, Vaccinium myrtillus, Rumex và Plantago.

## Phụ loài
- Diarsia dahlii dahlii (miền trung và miền bắc Âu, Caucasus, Transcaucasia, Kazakhstan)
- Diarsia dahlii nana (miền trung Siberia tới miền đông Siberia, Bắc Trung Quốc, Mông Cổ)
- Diarsia dahlii tibetica (miền nam China, Tây Tạng)

## Hình ảnh

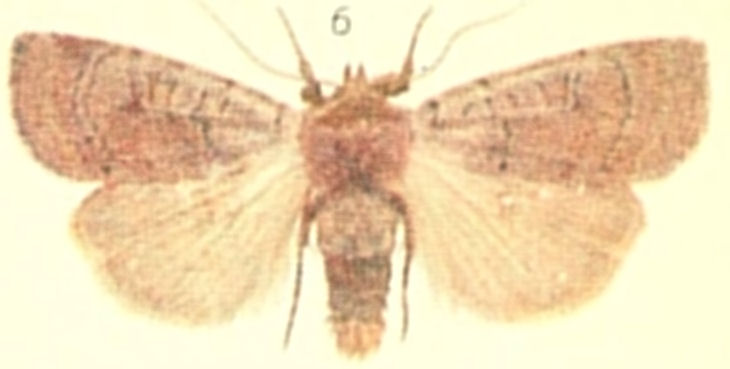
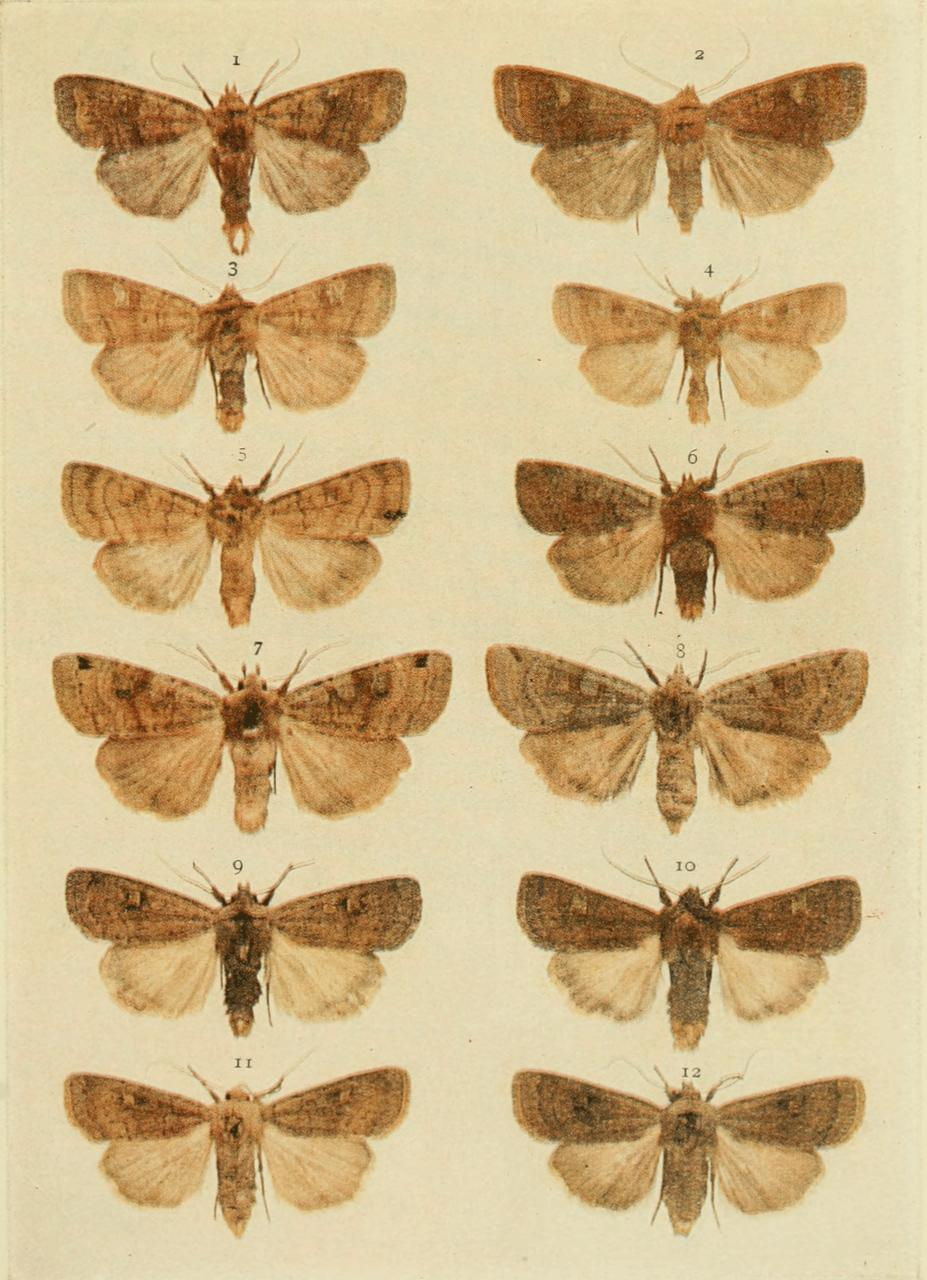